# Butternuts (Nueva York)
Butternuts es un pueblo ubicado en el condado de Otsego en el estado estadounidense de Nueva York. En el año 2000 tenía una población de 1,792 habitantes y una densidad poblacional de 13 personas por km².

## Geografía
Butternuts se encuentra ubicado en las coordenadas 42°28′20″N 75°19′10″O / 42.47222, -75.31944.

## Demografía
Según la Oficina del Censo en 2000 los ingresos medios por hogar en la localidad eran de $40,536 y los ingresos medios por familia eran $45,368. Los hombres tenían unos ingresos medios de $31,473 frente a los $25,446 para las mujeres. La renta per cápita para la localidad era de $19,223. Alrededor del 8.6% de la población estaban por debajo del umbral de pobreza.